# Javier Vásconez
Javier Vásconez (Quito, 1946) es un novelista, narrador, cuentista y editor ecuatoriano. Entre sus obras más conocidas destacan la novela El viajero de Praga (1996) y el cuento Angelote, amor mío (1982). En agosto de 2022, el presidente Guillermo Lasso le otorgó el Premio Nacional Eugenio Espejo, máximo galardón cultural ecuatoriano, en honor a su trayectoria literaria.

## Trayectoria
Nació en Quito, aunque vivió su infancia en otros países. Realizó estudios secundarios en el Mount Saint Mary’s College de Inglaterra. Luego, en el colegio Holy Croix de Roma y en Estados Unidos. Se graduó de bachiller en el Colegio Spellman de Quito. Prosiguió sus estudios de Artes Liberales y Filosofía en la Universidad de Navarra, en España, donde se graduó con una tesis acerca de los personajes en la obra de Juan Rulfo. También asistió a la Universidad de Vincennes, en París.
De 1986 a 1988 fue editor y director de Ediciones Librimundi, en Quito. Bajo su dirección se editó la colección de cuentistas ecuatorianos, traducida al inglés, francés y alemán. Durante este período se publicaron novelas de escritores como Francisco Tobar García, Gino Lofredo, Javier Ponce y Gustavo Vásconez Hurtado. Libros de poesía de Alfredo Gangotena, Alexis Naranjo, Iván Carvajal Aguirre e Iván Oñate. Participó en la edición de Semántica de la dominación: el concertaje de indios, del sociólogo Andrés Guerrero; del ensayo El realismo abierto de Pablo Palacio, de la escritora española María del Carmen Fernández; y de un libro de fotografías de Lucía Chiriboga y Soledad Cruz.
Bajo su dirección, la Municipalidad de Guayaquil publicó la Obra Completa de Medardo Ángel Silva, José de la Cuadra, y las Obras Selectas de Ángel Felicísimo Rojas, Alfredo Pareja Diezcanseco y Demetrio Aguilera Malta.
Publicó su primer libro, Ciudad Lejana, en la editorial El Conejo, de Quito, en 1982. La obra salió finalista en el género de cuento del Premio Casa de las Américas, en Cuba. Su cuento «Angelote, amor mío» salió premiado en la revista Plural, de México, en 1983. Ciudad Lejana se reeditó en Alfaguara, en el año 2003. El cuento «Angelote, amor mío» fue traducido al francés por Ediciones Librimundi, Quito (1996). La edición lleva un prólogo de Claude Couffon.
Algunos cuentos de Vásconez han sido publicados en revistas como Casa de las Américas, de Cuba; en la revista Sur-exprés, de Madrid; Plural, en México; en la revista Diners Club, en Quito; en la revista El Extramundi, de Galicia, España; en la revista Letras libres, de España; y en la revista Cultura del Banco Central del Ecuador. 
En 1989 publicó en Ediciones Librimundi El hombre de la mirada oblicua. Con este libro ganó en 1990 el Premio Joaquín Gallegos Lara, otorgado por el Municipio de Quito al mejor libro del año.
En 1996, Editorial Alfaguara de México y España publicó la novela El viajero de Praga. Sobre esta novela han aparecido artículos y críticas en periódicos y revistas especializas de literatura en Argentina, Uruguay, México, Estados Unidos, Ecuador y España.
En 1998, la editorial Alfaguara de México y España publicó una selección de sus cuentos y la novela corta El secreto, bajo el título Un extraño en el puerto. El libro va acompañado de un prólogo de la doctora Mercedes Mafla.
En 1999 publicó la novela La sombra del apostador, que quedó finalista del Premio Rómulo Gallegos.
En noviembre de 2004, acompañando al número 10 de la revista El Búho, publicada en Quito, apareció el libro de cuentos Invitados de honor. Para su presentación viajó a Quito el crítico mexicano Christopher Domínguez Michael.
En noviembre de 2005, la editorial Alfaguara publicó la novela El retorno de las moscas, basada en uno de los personajes de John le Carré.
En abril de 2007, la editorial Taurus (enlace roto disponible en Internet Archive; véase el historial, la primera versión y la última). publicó Apuesta. Los juegos de Vásconez, una recopilación de artículos y ensayos de escritores de Ecuador, Cuba, Estados Unidos, Argentina, México, España y Colombia acerca de la obra de Javier Vásconez.
En junio de 2007, se publicó su novela Jardín Capelo. La novela fue presentada en la Facultad Latinoamericana de Ciencias Sociales (FLACSO), Ecuador, y participaron en el acto el crítico cubano Eugenio Marrón, el escritor Efraín Villacís y el periodista Francisco Pérez Febres Cordero.
En el año 2010, editorial Planeta de Colombia y Viento Sur Editorial, de España, editaron, casi al mismo tiempo, la última novela de Vásconez, titulada La piel del miedo, la cual estuvo nominada para el Premio Rómulo Gallegos.
En el año 2012, Editorial Alfaguara publicó La otra muerte del doctor, una novela corta de Vásconez que vuelve sobre la figura del doctor Josef Kronz y sobre un episodio oscuro de su vida: su estadía en el páramo ecuatoriano.
Durante el primer semestre de 2015, Vásconez participó como jurado del Premio Rómulo Gallegos, en Venezuela.

## Narrativa de Javier Vásconez
Las obras de Javier Vásconez permiten descifrar las constantes temáticas del autor y, sobre todo, los lugares únicos en los cuales se identifican los acontecimientos, la descripción del discurso, es decir, el manejo temporal y espacial, la construcción de personajes y las formas narrativas, nos enseñan  el estilo que el autor acogió a lo largo de todas sus obras. El recorrido por las páginas de Vásconez es la confirmación del valor exclusivo que encierran sus textos y la certeza de que es uno de los autores ecuatorianos fundamentales y originales en la narrativa de la lengua española en las últimas décadas.
Javier Vásconez arranca con su narrativa en la década de los ochenta con la compilación de los relatos Ciudad Lejana (1982), una obra que dejó registrada su casualidad constructiva, la severidad de su escritura y la personal conciencia de que un escritor debe ser dueño de un universo propio e intransferible. La obra constituye la plataforma de su narrativa posterior, pues la reacción ante la desolada comprobación de lo efímero, en el espacio que se generan esos once cuentos, hace de esta obra un indispensable punto de apoyo para la presentación del universo creativo de este autor ecuatoriano.
La mayoría de sus obras corresponden a un mismo escenario, Quito, desde una perspectiva ficticia, en la que la visión de una ciudad aislada predomina, poblada por habitantes que son víctimas de la ilusión en un marco de descenso de los antiguos ideales. La necesidad de crear una ciudad fue una meta obsesiva en su proyecto narrativo desde el comienzo de sus obras.
La cualidad viajera de Vásconez, signado por sus experiencias como habitante de varias ciudades, lo convirtió en el escritor que más lejos ha llevado la síntesis entre una profunda solvencia de Quito y el contacto íntimo de la literatura del mundo. La variedad de recursos que ha usado para levantar su decisiva obra la convierten en un conjunto muy ambicioso y, al mismo tiempo unitario. El escritor ha buscado entender el espíritu de su ciudad, lo que logró introduciéndose en sus agujeros y finalmente ha recreado Quito, inventándola. Vásconez es uno de los escritores con mayor conciencia de los factores perjudiciales del encierro y una poética que está sujeta a esta preocupación.

## Obras
Novelas
- El secreto (1996), novela corta
- El viajero de Praga (1996)
- La sombra del apostador (1999)
- El retorno de las moscas (2005)
- Jardín Capelo (2007)
- La piel del miedo (2010)
- La otra muerte del doctor (2012)
- Hoteles del silencio (2016)

Cuentos
- Ciudad lejana (1982), incluye el cuento Angelote, amor mío
- El hombre de la mirada oblicua (1989)
- Un extraño en el puerto (1998)
- Invitados de honor (2004)